# 트래비스 킹
트래비스 T. 킹(영어: Travis T. King, 2000년 추정)은 미국의 군인이다. 2023년 7월 18일 공동경비구역 견학을 갔다가 한반도 군사 분계선을 통해 월북하였다. 그는 대한민국에서 법적 문제로 인해 주한미군에서 불명예 제대를 앞두고 있었다.
트래비스 킹은 2023년 7월 18일 북한 당국에 의해 구금되었다가 2023년 9월 27일 미국 당국으로 추방되었다. 2018년 11월 브루스 바이런 로렌스 이후 처음으로 미국 국적인을 구금한 것으로 알려져 있다.

## 같이 보기
- 래리 앨런 앱셔
- 제임스 드레스녹
- 찰스 로버트 젱킨스
- 조지프 T. 화이트